# Tiffany (théâtre)
Pour les articles homonymes, voir Tiffany.

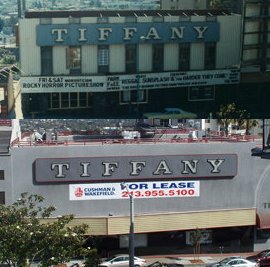
Le Tiffany dans les années 1980 (en haut) et en 2011 (en bas).

Le Tiffany est un théâtre situé aux États-Unis. Il est le premier théâtre à s'installer sur Sunset Strip, à Los Angeles. L'immeuble est d'abord utilisé pour le show télévisé 77 Sunset Strip, il devient ensuite un immeuble de bureaux et enfin le théâtre en 1966. Le Tiffany a fermé ses portes en 2004.